# Първа пуническа война
Първата пуническа война е първата от трите Пунически войни, водени между Римската република и Картаген. 23 години двете страни се борят за надмощие над западната част на Средиземно море. Войната продължава от 264 до 241 г. пр.н.е. и завършва със завладяването на остров Сицилия от римляните.

## Повод
Мамертините – наемници от войските на сиракузкия владетел Хиерон II, се разбунтуват и завладяват град Месана. Притиснати от него, те се обръщат за помощ едновременно към Рим и Картаген. След дебаркирането на римската войска в североизточна Сицилия Сиракуза и Картаген сключват споразумение, но търпят поражение при Месана Хиерон се съюзява с Рим.

## Хронология на конфликта
- 261 г. пр.н.е. – картагенската крепост Агригент е превзета. С това римляните завладяват цяла източна Сицилия (без Сиракуза).

- През 260 г. пр.н.е. става морска битка край нос Миле. Римляните побеждават картагенците с кораби, построени по модела на заседнала пуническа пентера. С използването на абордажния мост тактиката на сухопътните действия се пренася и в морските сражения.

- 256 г. пр.н.е. – нова морска победа на римляните край нос Екном дава възможност за римско дебаркиране в Африка. Римските войски достигат Картаген и градът моли за мир, но отхвърля суровите условия на Рим.

- 255 г. пр.н.е. – битка край Тунис. Победа за картагенците, предвождани от спартанския наемник Ксантип. Римският флот със спасените останки от войската е унищожен от морска буря. Римляните се отказват от морска война, но завладяват Сицилия без градовете с картагенски гарнизони – Лилибей и Дрепан.

- През 249 г. пр.н.е. новият римски флот е разгромен при Дрепана. След дългогодишна и изтощителна локална война с Хамилкар Барка, през 242 г. пр.н.е. римските граждани финансират с лични средства създаването на нов флот от 200 пентери.

- 241 г. пр.н.е. – победа на Рим в битката при Егадските острови, след която е сключен мир. С мирния договор Картаген се отказва от Сицилия и се задължава да изплати значителна контрибуция.

## Последици
След наемническите и либийски бунтове срещу Картаген, сардински наемници молят за помощ от Рим, който отново обявява война на Картаген през 238 г. пр.н.е. и принуждава съперника си да му отстъпи Сардиния, която от 227 г. пр.н.е. е обединена със също отнетата от Картаген Корсика, както и да заплати още 1200 таланта. Тиренско море става „Mare nostrum“ на римляните.
- През 229-228 г. пр.н.е. римският флот разгромява илирийските пирати. Илирийската царица Тевта изплаща контрибуция. През 219 г. пр.н.е. илирийското крайбрежие попада под римско господство.

- През 222 г. пр.н.е. келтите нападат Рим, но са победени при Кластидиум, а впоследствие е завзет и Медиоланум, столица на келтското племе инсубри. Създават се новите колонии Плаценция, Кремона и Мутина и се построява Виа Фламиния.

- През 237 г. пр.н.е. започва преориентация на картагенската политика, което е дело на Баркидите. Картаген завладява Испания като компенсация за Сардиния, Корсика и Сицилия. През 236 г. пр.н.е. придобиват рудодобива в югоизточна Испания – Сиера Морена, което улеснява изплащането на последната вноска от контрибуцията към Рим през 231 г. пр.н.е.

- През 227 г. пр.н.е. е основан Нови Картаген в Испания.

- През 226 г. пр.н.е. се сключва договор за река Ибер(Ебро). Хаздрубал се задължава да не преминава реката с вражески намерения. Римляните признават картагенското господство южно от Ибер. След убийството на Хаздрубал през 221 г. пр.н.е., картагенски военокомандващ става Ханибал, най-възрастният син на Хамилкар.

- През 219 г. пр.н.е. избухва римо-картагенски конфликт заради Сагунт, който въпреки интервенцията на Рим е обсаден и завзет от Ханибал. Рим поисква освобождаване на Сагунт и екстрадиция на Ханибал, но Картаген отказва и Рим обявява война, което води до Втора пуническа война (218 – 201 г.пр.н.е.).